# لويس هرنانديز
لويس هرنانديز رودريغيز (بالإسبانية: Luis Hernández Rodríguez)‏ هو لاعب كرة قدم إسباني في مركز الدفاع ولد في يوم 14 أبريل 1989 في مدينة مدريد عاصمة إسبانيا، يلعب حالياً مع نادي ليستر سيتي وسبق له اللعب مع نادي سبورتينغ خيخون وريال مدريد ب.

## روابط خارجية
- لويس هرنانديز على موقع الاتحاد الأوربي (الإنجليزية)
- لويس هرنانديز على موقع قاعدة بيانات كرة القدم.إي يو (الإنجليزية)
- لويس هرنانديز على موقع Soccerbase.com (لاعب) (الإنجليزية)
- لويس هرنانديز على موقع Soccerway.com (الإنجليزية)
- لويس هرنانديز على موقع عالم كرة القدم.نت (الإنجليزية)
- لويس هرنانديز على موقع AS.com (الإسبانية)